# Daniel Edward Howard
Daniel Edward Howard (ur. 4 sierpnia 1861 w Buchanan, zm. 9 lipca 1935 w Monrovii) – prezydent Liberii od 1 stycznia 1912 do 5 stycznia 1920.  Należał do Prawdziwej Partii Wigów.